# Lewis Hodous
Lewis Hodous (31. prosince 1872 Vesec – 9. srpna 1949) byl americký misionář, pedagog, sinolog a buddholog.

## Životopis
Narodil se 31. prosince roku 1872 ve Vesci. V roce 1882 se s rodiči přistěhoval do Spojených států amerických. V roce 1893 absolvoval střední školu v Clevelandu, o čtyři roky později Adelbert College of Western Reserve University a v roce 1900 Hartford Theological Seminary. Jeden rok strávil studiem na univerzitě v německém Halle.
Dne 18. září 1901 byl vysvěcen na kazatele kongregace v kostele Bethlehem v Clevelandu ve státě Ohio. Později byl se svou manželkou Annou Jelinkovou vyslán do Číny. V letech 1901 až 1917 působil jako misionář Fu-čou a během této doby také studoval buddhismus a čínské lidové náboženství. V Číně působil na různých místech až do roku 1917.
V říjnu roku 1917 se vrátil domů a až do roku 1945 byl profesorem čínské kultury na Kennedyho škole Hartford Seminary Foundation. V letech 1928 až 1941 byl profesorem historie a filozofie náboženství. Během druhé světové války pracoval také jako překladatel pro americkou vládu.
Zemřel 9. srpna roku 1949 v Mount Hermonu ve státě Massachusetts, kde strávil zbytek života. Bylo mu 76 let.